# Bakonygyirót, Győr-Moson-Sopron
Bakonygyirót  este un sat în districtul Pannonhalm, județul Győr-Moson-Sopron, Ungaria, având o populație de 148 de locuitori (2011). 

## Demografie
Componența etnică a satului Bakonygyirót
     Maghiari (94,29%)
     Germani (5,71%)
Componența confesională a satului Bakonygyirót
     Romano-catolici (56,08%)
     Fără religie (6,76%)
     Necunoscută (37,16%)
Conform recensământului din 2011, satul Bakonygyirót avea 148 de locuitori. Din punct de vedere etnic, majoritatea locuitorilor (94,29%) erau maghiari, cu o minoritate de germani (5,71%).  Din punct de vedere confesional, majoritatea locuitorilor (56,08%) erau romano-catolici, cu o minoritate de persoane fără religie (6,76%). Pentru 37,16% din locuitori nu este cunoscută apartenența confesională.